# Épreville-en-Roumois
Épreville-en-Roumois is een plaats en voormalige gemeente in het Franse departement Eure in de regio Normandië en telt 351 inwoners (2005). De plaats maakt deel uit van het arrondissement Bernay.

## Geschiedenis
Op 1 januari 2016 fuseerde de gemeente met Bosc-Bénard-Crescy en Flancourt-Catelon tot de commune nouvelle Flancourt-Crescy-en-Roumois.

## Geografie
De oppervlakte van Épreville-en-Roumois bedraagt 6,6 km², de bevolkingsdichtheid is 53,2 inwoners per km².
De onderstaande kaart toont de ligging van Épreville-en-Roumois met de belangrijkste infrastructuur en aangrenzende gemeenten.

## Demografie
Onderstaande figuur toont het verloop van het inwonertal (bron: INSEE-tellingen).